# Javier Pérez (artista)
Javier Pérez (Bilbao, 31 dicembre 1968) è un artista e scultore spagnolo, che ha sperimentato anche il video, la fotografia e l'arte installativa su larga scala. Nel 2001 ha rappresentato la Spagna alla 49a Biennale di Venezia. Vive e lavora a Barcellona.

## Biografia e carriera
È il più giovane di tre fratelli ed è nato a Bilbao nel 1968, città in cui i suoi genitori, di origine galiziana, si erano trasferiti per lavorare come insegnanti.
Dopo aver terminato la scuola secondaria, ha iniziato la sua formazione artistica presso la Facoltà di Belle Arti dell'Università dei Paesi Baschi (in basco: Euskal Herriko Unibertsitatea), affiancandola agli studi di danza contemporanea. Nel 1992, dopo aver completato gli studi di scambio nell'ambito del Programma Erasmus presso la Karl Hofer Gesellschaft di Berlino e l'École Nationale Supérieure des Beaux-Arts (ENSBA) di Parigi, ha conseguito la laurea.
Dopo la laurea, grazie a una borsa di studio del Consiglio Provinciale di Bizkaia per la creazione artistica all'estero, si è trasferito a Parigi per frequentare il "Mastère Spécialisé" presso la già citata Beaux-Arts de Paris (un nome popolare in Francia), e anche per approfondire la sua formazione come ballerino, un soggiorno che è durato fino al 1998.
In questo periodo ha iniziato a muovere i primi passi nel mondo dell'arte, entrando in contatto con la scena artistica francese. Già nel 1995, le sue opere sono state incluse nella mostra Passions privées al Musée d'Art Moderne de la Ville de Paris. L'anno successivo ha luogo la sua prima mostra personale, intitolata Rester à l'intérieur, presso la Galerie Chantal Crousel.
Nel 1997, il filosofo e curatore francese Georges Didi-Huberman ha selezionato le sue opere per la mostra L'empreinte al Centre Pompidou di Parigi e, pochi mesi dopo, per la sua prima personale in un museo, la mostra Estancias al Museo di arte moderna e contemporanea  (Musée d'Art Moderne et Contemporain MAMCS) di Strasburgo.

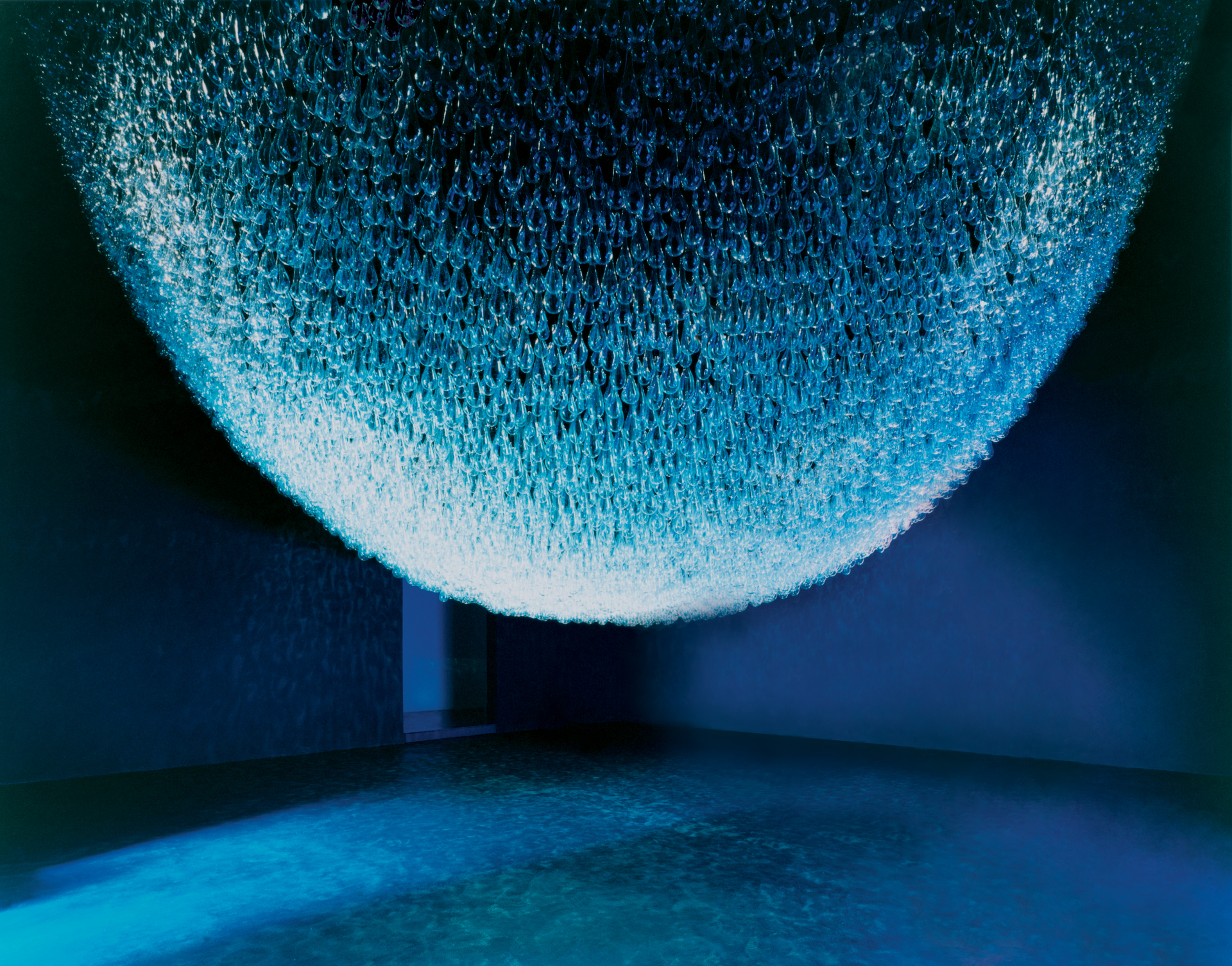
Un pedazo de cielo cristalizado, Padiglione della Spagna, Biennale di Venezia (2001)

Nel 1998, dopo aver abbandonato la sua formazione di danzatore per dedicarsi esclusivamente alle arti plastiche, torna in Spagna per preparare una mostra presso l'ormai scomparsa Sala Moncada di Barcellona e si stabilisce in quella città. Nello stesso anno, espone Hábitosal Museo Nacional Centro de Arte Reina Sofía di Madrid e Mudar alla leggendaria Sala Rekalde di Bilbao.
Nel 2000, presenta per la prima volta il suo lavoro a Guggenheim Museum Bilbao in una mostra collettiva di artisti baschi intitolata La torre herida por el rayo: lo imposible como meta (La torre ferita dal fulmine: l'impossibile come meta),curata da Javier González de Durana. L'anno successivo, nel 2001, è stato selezionato da Estrella de Diego, insieme ad Ana Laura Aláez, un'altra artista basca, per rappresentare la Spagna alla XLIX Biennale di Venezia, un traguardo significativo nella sua carriera. Nel 2002, la sua opera Un pedazo de cielo cristalizado, che aveva occupato lo spazio centrale del padiglione spagnolo, è stata installata in modo permanente nel foyer dell'Artium Museoa di Vitoria-Gasteiz, ed è stata organizzata una mostra retrospettiva delle sue opere del 1994, che pochi mesi prima erano state esposte anche al Carré d'Art-Musée d'Art Contemporain di Nîmes (Francia).
Oltre alle mostre citate, durante gli anni 2000 e 2010, il suo lavoro è stato regolarmente esposto in gallerie e musei in Spagna e all'estero, in mostre sia individuali che collettive, tra cui: Mutaciones, Palacio de Cristal, Madrid (2004); Javier Pérez-Dessins, Museo delle Belle Arti di Rouen (2006); Objetos del deseo, Espai Quatre, Palma de Mallorca (2008); Lamentaciones, Chiostro della Cattedrale di Burgos (2009). Tra i collettivi: Transparencias, Museo Guggenheim Bilbao, Spagna (2003); El ángel exterminador, Palais des Beaux-Arts, Bruxelles, Belgio (2010); Glasstress New York, MAD Museum of Arts and Design, New York, USA (2012); Donazione Fondazione Florence e Daniel Guerlain, Centre Pompidou, Parigi (2013); I've Got Glass! I've Got Life!, Museo del vetro artistico di Toyama, Giappone (2015); A Passion for Drawing. The Guerlain Collection from the Centre Pompidou, Museo Albertina, Vienna, Austria (2019), tra gli altri. 

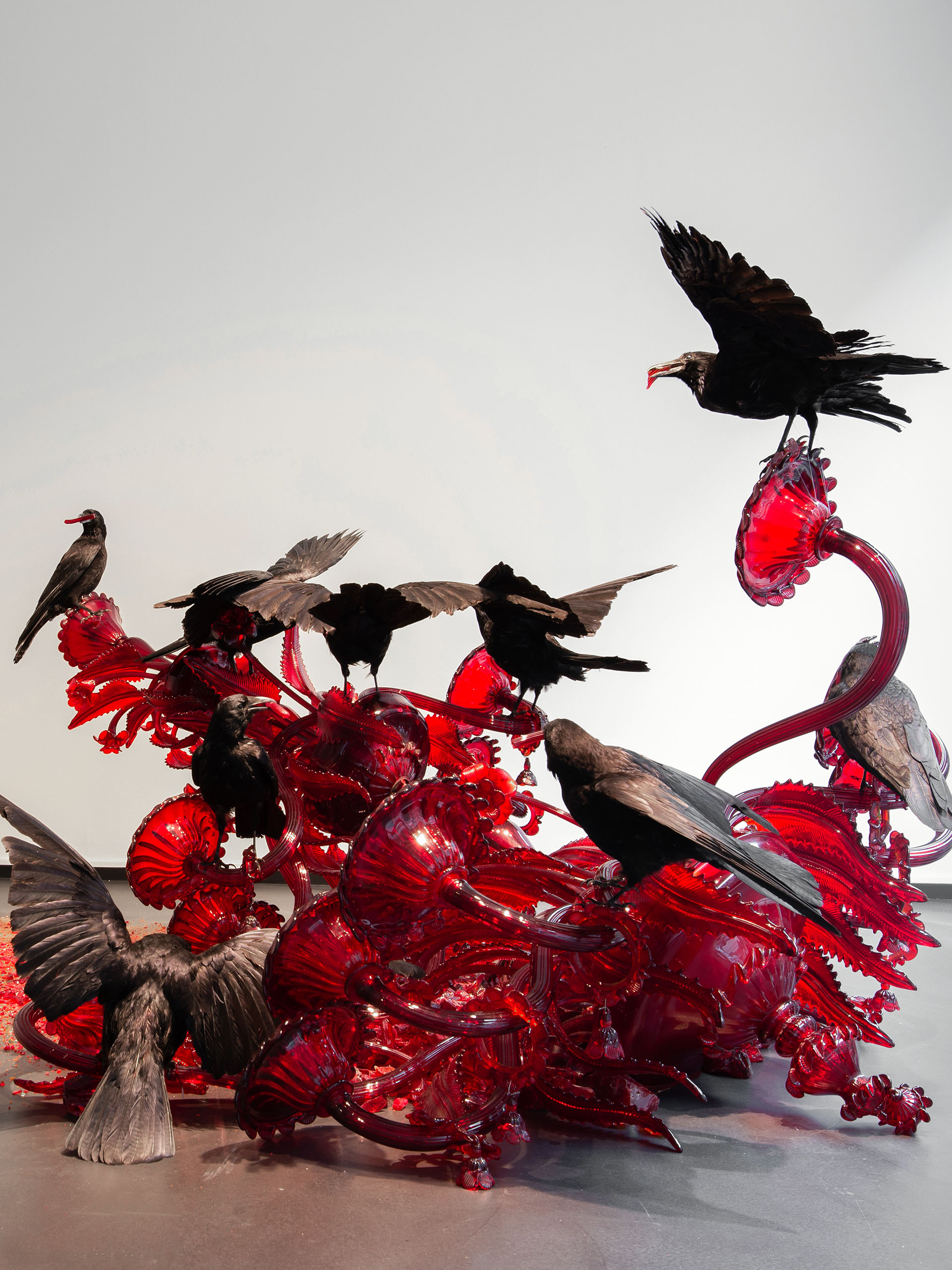
Carroña (2011), vietro di Murano

In Italia ha partecipato alla mostra Glastress 2011, evento collaterale alla Biennale tenutosi a Palazzo Cavalli-Franchetti a Venezia, che consisteva in un'esposizione di opere di artisti contemporanei realizzate secondo la secolare tradizione veneziana della soffiatura del vetro. Invitato dallo Studio Berengo, la manifattura muranese che ha organizzato l'evento, ha avuto l'opportunità di realizzare la scultura Carroña, una delle opere più iconiche dell'artista, che fa parte della collezione del Corning Museum of Glass di New York.
Da segnalare anche i due libri d'artista che ha curato in collaborazione con lo scrittore e storico dell'arte spagnolo Miguel Ángel Hernández-Navarro: El bebedor de lágrimas (2008), vincitore del premio editoriale Lazaro-Galdiano istituito dal Governo della Navarra, e Somnia In Somnia (2020). 
Nel 2022, la Sala Kubo del Kursaal di San Sebastián gli ha dedicato una retrospettiva degli ultimi quindici anni dal titolo Presencias Ausencias. Nello stesso anno, ha partecipato alla mostra Sections-Intersections / 25 anni della Collezione del Guggenheim Museum di Bilbao, concepita in occasione del venticinquesimo anniversario dell'istituzione. 
Javier Pérez vive e lavora a Barcellona, dove ha il suo studio-laboratorio in un piccolo villaggio della regione del Montseny.

## Sul suo lavoro
I temi centrali del suo lavoro ruotano attorno alla condizione umana e alla natura ciclica della vita, con frequenti riferimenti al corpo e ad altri concetti inerenti all'esistenza, come la temporalità, la transitorietà e la trasformazione.
È un artista multidisciplinare che lavora nei campi della scultura, del disegno, della fotografia, del video installazione, della performance e dell'installazione artistica, il che gli permette di utilizzare questi mezzi in modo indipendente o congiunto. Degna di nota è anche la sua versatilità nell'uso dei materiali, siano essi organici (intestini di animali, criniere, crisalide), fragili (vetro o porcellana) o duri (bronzo o marmo), così come l'uso di altri elementi immateriali, come il suono e il movimento, che ha utilizzato in modo ricorrente nel corso della sua carriera.

## Presenza nei musei (selezione)
- Museo Guggenheim Bilbao, Spagna
- The Corning Museum of Glass, New York, Stati Uniti
- Centre Pompidou, Paris, Francia
- The Mint Museum, Charlotte, Stati Uniti
- Museo Nacional Centro de Arte Reina Sofía, Madrid, Spagna
- Muzeum Sztuki Współczesnej MOCAK, Cracovia, Polonia
- Musée d’Art Moderne et Contemporain, Strasbourg, Francia
- Artium, Centro-Museo Vasco de Arte Contemporáneo, Vitoria-Gasteiz,  Spagna
- TEA, Tenerife Espacio de las Artes, Tenerife, Spagna
- Toyama Glass Art Museum, Toyama, Giaponne
- DA2, Domus Artium 2002, Salamanca,  Spagna
- Es Baluard – Museu d’Art Contemporani de Palma, Palma de Mallorca, Spagna
- New York Public Print Library, New York, Stati Uniti
- Musée des Beaux-Arts de Rouen, Francia
- Musée Réattu, Arles, Francia
- Museo de Bellas Artes de Bilbao, Spagna
- Speed Art Museum, Louisville, Stati Uniti
- The Würth Collection, Künzelsau, Germania
- The Heather and Tony Podesta Collection, Washington, Stati Uniti

## Premi
- Premio Gure Artea 98,[32] Governo Basco, Spagna (1998)
- Premi Ojo Crítico[33] da Radio Nazionale Spagnola, Spagna (1998)
- Premi Ciutat de Palma «Antoni Gelabert d'Arts Plàstiques»,[34] Spagna (2008)
- Premio Ercilla mejor artista, Feria FIG Bilbao,[35]  Spagna (2014)